# Sunday (Sonic Youth)
Sunday è un singolo del gruppo musicale statunitense Sonic Youth, pubblicato nel 1998 come unico estratto dal decimo album in studio A Thousand Leaves.

## Pubblicazione
Sunday è stata pubblicata il 23 aprile 1998 da Geffen. Il brano ha raggiunto la posizione numero 72 nella UK Singles Chart.
Una differente versione della canzone è presente nella colonna sonora del film SubUrbia.

## Contenuto
Il riff della canzone è stato 'preso in prestito' dal brano degli Helium "Skeleton".
Uno dei lati B del singolo, "Moist Vagina", è una cover dei Nirvana, che erano amici della band, ed è apparsa nel film 1991: The Year Punk Broke mentre erano in tour con i Sonic Youth.

## Video musicale
Il video musicale di Sunday è stato diretto da Harmony Korine e vede come protagonisti Macaulay Culkin e Rachel Miner. Questo vede l’utilizzo di tecniche di slow motion e fast motion, con immagini di ballerine che danzano e con Culkin che suona un banjo e interagisce con Miner.

## Tracce
1. Sunday (LP Version) – 4:52
2. Moist Vagina – 3:04 (Kurt Cobain)
3. Silver Panties – 4:27
4. Sunday (Edit) – 3:15